# Polikhronis Tzortzakis
Polikhronis Tzortzakis (en grec demòtic Πολυχρόνης Τζωρτζάκης) (Khanià, Creta, 3 de gener de 1989) és un ciclista professional grec. Combina la carretera amb la pista. Actualment corre a l'equip Kuwait Pro Cycling Team. en el seu palmarès destaquen cinc campionats nacionals en contrarellotge i dos en ruta.

## Palmarès en pista
- 2008
  -  Campió de Grècia en Madison
- 2009
  -  Campió de Grècia en Madison
- 2010
  -  Campió de Grècia en Madison
  -  Campió de Grècia en Persecució per equips
- 2011
  -  Campió de Grècia en Persecució
  -  Campió de Grècia en Madison
- 2012
  -  Campió de Grècia en Madison

## Palmarès en ruta
- 2007
  -  Campió de Grècia júnior en ruta
- 2010
  -  Campió de Grècia sub-23 en contrarellotge
- 2012
  - Vencedor d'una etapa al Trofeu de l'Essor
- 2013
  - Vencedor d'una etapa al Tour del Loiret
  - Vencedor d'una etapa al Tour Nivernais Morvan
- 2014
  -  Campió de Grècia en contrarellotge
- 2015
  -  Campió de Grècia en ruta
- 2016
  - 1r a La Gainsbarre
  - Vencedor d'una etapa al Tour del Cantó de l'Estuaire
- 2017
  -  Campió de Grècia en contrarellotge
  - Vencedor d'una etapa al Circuit des plages vendéennes
- 2018
  -  Campió de Grècia en ruta
- 2019
  -  Campió de Grècia en contrarellotge
  - 1r a la Volta a Egipte i vencedor d'una etapa
  - 1r a l'In The Steps of Romans
  - Vencedor de 2 etapes a la Volta al Marroc
- 2020
  -  Campió de Grècia en contrarellotge
- 2021
  -  Campió de Grècia en contrarellotge
  - Vencedor de 2 etapes al Tour de Guadalupe
- 2023
  - 1r a la Syedra Ancient City
  - Vencedor d'una etapa a la Volta a Albània
- 2024
  -  Campió de Grècia en ruta